# Yoba (Solhan)
Pour les articles homonymes, voir Yoba.
Yoba est une localité située dans le département de Solhan de la province du Yagha dans la région Sahel au Burkina Faso.